# غراهام وود
غراهام وود (بالإنجليزية: Graham Wood)‏ هو عازف جاز وعازف بيانو أسترالي، ولد في 15 سبتمبر 1971 في برث في أستراليا، وتوفي بنفس المكان في 19 يوليو 2017.

## وصلات خارجية
- غراهام وود على موقع ميوزك برينز (الإنجليزية)
- غراهام وود على موقع ديسكوغز (الإنجليزية)